# Madrella
Madrella Alder & Hancock, 1864 è un genere di molluschi nudibranchi della famiglia Madrellidae.

## Tassonomia
Il genere comprende le seguenti specie:
- Madrella amphora Pola & Gosliner, 2019
- Madrella aurantiaca Vayssière, 1902
- Madrella ferruginosa Alder & Hancock, 1864  - specie tipo
- Madrella gloriosa Baba, 1949
- Madrella granularis Baba, 1949
- Madrella sanguinea (Angas, 1864)